# Hindenburgschleuse

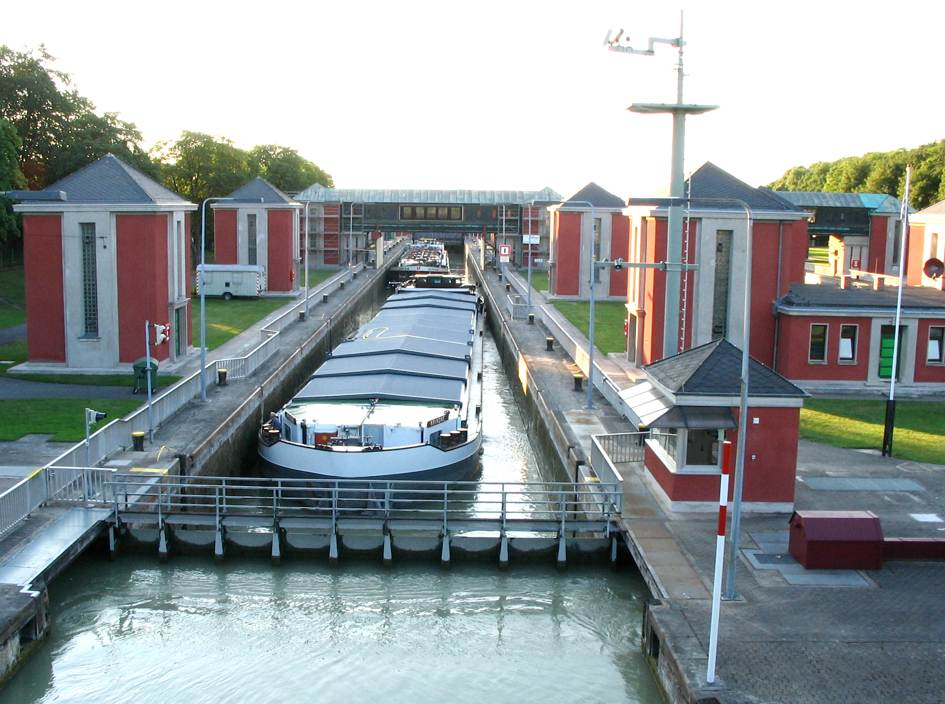
Hindenburgsluis

De Hindenburgschleuse (Hindenburgsluis) in Hannover-Anderten maakt deel uit van het Mittellandkanal en was ten tijde van opening Europa's grootste binnenvaartsluis. De bouw van de sluis begon in 1919 en na een bouwtijd van ongeveer 9 jaar werd de sluis door Rijkspresident Hindenburg op 20 juni 1928 officieel geopend. De sluis is sedertdien naar hem vernoemd.
De sluis heeft twee sluiskamers, met elk een breedte van 12 meter en een lengte van 225 meter. Het hoogteverschil dat wordt overbrugd bedraagt 14.7 meter.